# Daley Blind
Pour les articles homonymes, voir Blind.
Daley Blind (prononcé en néerlandais : [ˈdeːli ˈblɪnt]), né le 9 mars 1990 à Amsterdam aux Pays-Bas, est un footballeur international néerlandais, jouant au poste d'arrière gauche ou de défenseur central au Girona FC. Il est le fils de l'ancien international néerlandais Danny Blind.

## Biographie

### Ajax Amsterdam

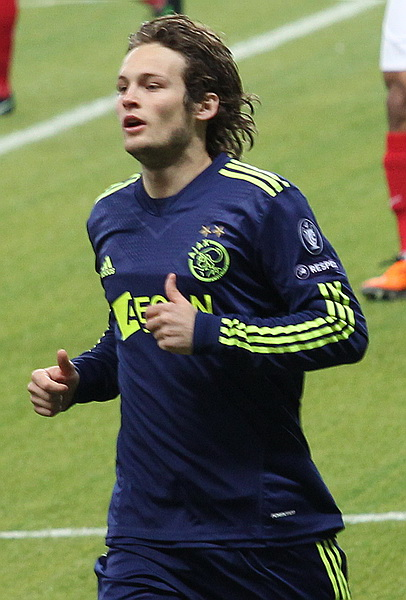
Daley Blind avec l'Ajax, en 2011.

Daley Blind a commencé sa carrière dans l'académie des jeunes du club de sa ville, l'Ajax d'Amsterdam ; le même club où son père Danny Blind s'est fait un nom en tant que footballeur professionnel. Daley est un joueur du système de l'Ajax et, tandis qu'il est toujours officiellement un B-junior, il devient un pilier de l'A-juniors au cours de la saison 2007-2008. Avant d'obtenir une promotion à la première équipe de l'Ajax pour la saison 2008-2009. Il signe son premier contrat professionnel à seulement dix-sept ans le 17 mars 2007, le liant au club jusqu'au 1er juillet 2010.
Le 7 décembre 2008, Blind fait ses débuts dans l'équipe première de l'Ajax pendant un match contre le FC Volendam. Celui-ci a un impact réel et immédiat.
Le 19 décembre 2008, ce sportif signe une prolongation de contrat avec l'Ajax d'Amsterdam qui le lie avec son club jusqu'au 30 juin 2013.
Le 5 janvier 2010, il rejoint le FC Groningue en prêt pour le reste de la saison 2009-2010, au cours du mercato hivernal.
Pendant les deux saisons suivantes, Daley Blind contribue à la victoire de deux championnats d'Eredivisie avec l'AFC Ajax, pour la saison 2010-2011, et la saison 2011-2012. Frank de Boer nouvellement nommé sous-directeur, il lui accorde de plus en plus de confiance et de temps de jeu.
Le 23 avril 2013, Marc Overmars annonce que le joueur et l'Ajax ont conclu un accord pour prolonger son contrat pour trois ans, le liant au club jusqu'à l'été 2016.
Le 5 mai 2013, Daley Blind gagne pour la troisième fois le titre de champion d'Eredivisie.
Pendant la saison 2013-2014, Blind découvre le poste de milieu de terrain central.
En 2014, ce dernier devient quadruple vainqueur du championnat des Pays-Bas de football.

### Manchester United
Le 1er septembre 2014, il est transféré à Manchester United pour une somme avoisinant les 20 millions d'euros. Il joue son premier match sous ses nouvelles couleurs le 14 septembre 2014, lors d'une rencontre de Premier League face au Queens Park Rangers. Il est titularisé ce jour-là au poste de milieu défensif et son équipe s'impose largement par quatre buts à zéro. Le 20 octobre de la même année il inscrit son premier but pour Manchester, face à West Bromwich Albion en championnat, d'une frappe du pied gauche en dehors de la surface. Un but important puisqu'il permet d'égaliser et d'obtenir le point du match nul (2-2).
En février 2015, lors d'un match face à West Ham, il inscrit le but égalisateur qui permet aux mancuniens de se maintenir à la quatrième place du championnat.
Le 12 septembre 2015 il se distingue en ouvrant le score lors du choc face au rival du Liverpool FC en Premier League. Manchester United s'impose par trois buts à un lors de cette partie. Blind est désigné homme du match ce jour-là à la suite de sa prestation convaincante.

### Ajax Amsterdam
Le 17 juillet 2018, l'Ajax Amsterdam annonce le retour du Néerlandais dans ses rangs. Le 16 décembre 2018, il se fait remarquer en réalisant le premier triplé de sa carrière, lors d'une rencontre de championnat face à De Graafschap. Il contribue ce jour-là grandement à la victoire des siens qui s'imposent sur le score de huit buts à zéro. Le 13 mars 2019, Blind donne la victoire à son équipe lors d'une rencontre de championnat face au PEC Zwolle. Il marque ce jour-là de la tête sur une passe décisive de Noa Lang (2-1 score final). Très utile par sa polyvalence, il est davantage utilisé en défense centrale depuis son retour à l'Ajax, et s'impose comme un élément incontournable de l'équipe. Blind participe ainsi activement au bon parcours de son équipe en Ligue des champions, qui voit les Néerlandais aller jusqu'en demi-finale, où ils sont battus par Tottenham Hotspur. Vainqueurs au match aller le 30 avril 2019 au Tottenham Hotspur Stadium (0-1), ils sont battus au retour à la Johan Cruyff Arena le 8 mai suivant alors qu'ils menaient de deux buts à la mi-temps (2-3 score final). Ce sont donc les Spurs qui accèdent à la finale au terme d'un match renversant. Blind remporte quelques jours plus tard son cinquième titre de champion des Pays-Bas à l'issue de la saison 2018-2019, égalant ainsi son père en termes de titre de champions glanés.
Le 21 décembre 2019, son club annonce qu'il souffre d'une inflammation du muscle cardiaque, ce qui met en parenthèse sa carrière. Le joueur annonce qu'il reviendra aussitôt que possible. Alors que la suite de sa carrière reste incertaine il fait son retour à la compétition le 12 février 2020, en entrant en jeu à la place de Ryan Gravenberch lors de la victoire de l'Ajax contre le Vitesse Arnhem en coupe des Pays-Bas (0-3).
Le 15 mars 2021, Daley Blind prolonge son contrat avec l'Ajax jusqu'en 2023,. Celui-ci est finalement résilié prématurément en date du 31 décembre 2022.

### Bayern Munich
Le 5 janvier 2023, Daley Blind rejoint librement le Bayern Munich pour un contrat de six mois, soit jusqu'en juin 2023. Il vient notamment pour compenser l'absence sur blessure de l'international français Lucas Hernandez,.

### Girona FC
Le 7 juillet 2023, Daley Blind rejoint l'Espagne afin de s'engager en faveur du Girona FC. Il signe un contrat de deux ans, soit jusqu'en juin 2025,.
Blind s'impose comme un titulaire dans la défense de Girona, qui crée la surprise en luttant pour une place sur le podium du championnat. Il révèle notamment en octobre 2023 que son choix de rejoindre le club est en partie du fait du style de jeu prôné par son entraîneur, Míchel. Il marque son premier but pour Girona le 3 janvier 2024, lors d'une rencontre de championnat face à l'Atlético de Madrid. Il est titularisé ce jour-là et participe à la victoire de son équipe par quatre buts à trois.
En mai 2024, il prolonge son contrat jusqu'en 2026.

### En sélections

#### En jeunes
De 2006 à 2007, il dispute 10 rencontres et marque même quatre buts avec l'équipe des Pays-Bas des moins de 17 ans de football
En 2008-2009, il joue à 16 reprises l'équipe des Pays-Bas des moins de 19 ans de football.
En 2009-2010, il joue deux fois avec l'équipe des Pays-Bas des moins de 20 ans de football.
De 2010 à 2011, Blind rejoint l'équipe des espoirs néerlandais avec laquelle il joue 11 matchs

#### Avec les A
Après d'intéressantes prestations réalisées avec les jeunes sélections, il est appelé avec l'équipe nationale des Pays-Bas et honore sa première sélection lors d'un match amical face à l'Italie à l'Amsterdam Arena, le 6 février 2013. Il est titulaire lors de cette partie qui se solde par un match nul (1-1).
En juin 2014, il fait partie de l'équipe des Pays-Bas de football à la Coupe du monde 2014.
Le vendredi 13 juin, Blind expédie deux sublimes passes décisives à destination de Robin van Persie puis d'Arjen Robben, tous les deux auteurs d'un doublé lors de l'écrasante victoire face à l'Espagne (1-5) en phase de groupe de la Coupe du monde au Brésil. Pour cette coupe du monde l'équipe des Pays-Bas atteint le dernier carré mais est éliminée par l'Argentine aux tirs au but (4-2). Le 12 juillet 2014 lors du match pour la 3e place contre le Brésil, il marque son premier but sous le maillot des Pays-Bas. L'emportant (0-3), les Pays-Bas terminent troisième du mondial.
Six ans plus tard, il est convoqué pour participer à l'Euro 2020.
Le 11 novembre 2022, il est sélectionné par Louis van Gaal pour participer à la Coupe du monde 2022. Durant le tournoi, il inscrit en huitièmes de finale, le deuxième but des néerlandais face aux Etats-Unis sur une passe de Denzel Dumfries. 
Initialement non retenu par Ronald Koeman pour disputer la phase finale de la Ligue des nations 2022-2023, il est rappelé en remplacement de Matthijs de Ligt, blessé à un mollet.
Le 29 mai 2024, il figure dans la liste des 26 joueurs néerlandais retenus par Ronald Koeman pour participer à l'Euro 2024. 
Le 14 août 2024, Daley Blind annonce sa retraite internationale. Il aura porté pendant onze ans le maillot de la sélection néerlandaise, de 2013 à 2024, avec un total de 108 matchs joués pour trois buts marqués. Au moment de prendre cette décision il est le cinquième joueur le plus capé des Pays-Bas derrière Wesley Sneijder, Edwin van der Sar, Frank de Boer et Rafael van der Vaart.

## Statistiques
| Saison                | Club                  | Championnat           | Championnat | Championnat | Championnat | Coupe nationale | Coupe nationale | Coupe nationale | Coupe de la Ligue | Coupe de la Ligue | Coupe de la Ligue | Supercoupe | Supercoupe | Supercoupe | Compétition(s) continentale(s) | Compétition(s) continentale(s) | Compétition(s) continentale(s) | Compétition(s) continentale(s) | Playoffs | Playoffs | Playoffs | Pays-Bas | Pays-Bas | Pays-Bas | Total | Total | Total |
| Saison                | Club                  | Division              | M.          | B.          | P.d.        | M.              | B.              | P.d.            | M.                | B.                | P.d.              | M.         | B.         | P.d.       | Comp.                          | M.                             | B.                             | P.d.                           | M.       | B.       | P.d.     | M.       | B.       | P.d.     | M.    | B.    | P.d.  |
| 2008-2009             | Ajax Amsterdam        | Eredivisie            | 5           | 0           | 0           | -               | -               | -               | -                 | -                 | -                 | -          | -          | -          | C3                             | 1                              | 0                              | 0                              | -        | -        | -        | -        | -        | -        | 6     | 0     | 0     |
| 2010-2011             | Ajax Amsterdam        | Eredivisie            | 10          | 0           | 1           | 4               | 0               | 2               | -                 | -                 | -                 | -          | -          | -          | C3                             | 4                              | 0                              | 0                              | -        | -        | -        | -        | -        | -        | 18    | 0     | 3     |
| 2011-2012             | Ajax Amsterdam        | Eredivisie            | 21          | 0           | 1           | 1               | 0               | 0               | -                 | -                 | -                 | 1          | 0          | 0          | C1                             | 3                              | 0                              | 0                              | -        | -        | -        | -        | -        | -        | 26    | 0     | 1     |
| 2012-2013             | Ajax Amsterdam        | Eredivisie            | 34          | 2           | 2           | 3               | 0               | 0               | -                 | -                 | -                 | 1          | 0          | 0          | C1+C3                          | 2+1                            | 0                              | 0                              | -        | -        | -        | 3        | 0        | 0        | 44    | 2     | 2     |
| 2013-2014             | Ajax Amsterdam        | Eredivisie            | 29          | 1           | 1           | 6               | 0               | 0               | -                 | -                 | -                 | 1          | 0          | 0          | C1+C3                          | 6+2                            | 0                              | 0                              | -        | -        | -        | 16       | 1        | 3        | 60    | 2     | 4     |
| 2014-2015             | Ajax Amsterdam        | Eredivisie            | 3           | 0           | 1           | -               | -               | -               | -                 | -                 | -                 | -          | -          | -          | C1                             | -                              | -                              | -                              | -        | -        | -        | -        | -        | -        | 3     | 0     | 1     |
| Sous-total            | Sous-total            | Sous-total            | 102         | 3           | 6           | 14              | 0               | 2               | -                 | -                 | -                 | 3          | 0          | 0          | -                              | 24                             | 0                              | 0                              | -        | -        | -        | 19       | 1        | 3        | 162   | 4     | 11    |
| 2009-2010             | FC Groningue (prêt)   | Eredivisie            | 17          | 0           | 1           | -               | -               | -               | -                 | -                 | -                 | -          | -          | -          | -                              | -                              | -                              | -                              | 2        | 0        | 0        | -        | -        | -        | 19    | 0     | 1     |
| 2014-2015             | Manchester United     | PL                    | 25          | 2           | 3           | 4               | 0               | 0               | -                 | -                 | -                 | -          | -          | -          | -                              | -                              | -                              | -                              | -        | -        | -        | 10       | 1        | 2        | 39    | 3     | 5     |
| 2015-2016             | Manchester United     | PL                    | 35          | 1           | 1           | 7               | 1               | 0               | 2                 | 0                 | 1                 | -          | -          | -          | C1+C3                          | 8+4                            | 0                              | 1                              | -        | -        | -        | 7        | 0        | 0        | 63    | 2     | 3     |
| 2016-2017             | Manchester United     | PL                    | 23          | 1           | 2           | 1               | 0               | 0               | 3                 | 0                 | 0                 | 1          | 0          | 0          | C3                             | 11                             | 0                              | 0                              | -        | -        | -        | 10       | 0        | 1        | 49    | 1     | 3     |
| 2017-2018             | Manchester United     | PL                    | 7           | 0           | 0           | 1               | 0               | 0               | 3                 | 0                 | 1                 | -          | -          | -          | C1                             | 6                              | 1                              | 1                              | -        | -        | -        | 8        | 0        | 2        | 25    | 1     | 4     |
| Sous-total            | Sous-total            | Sous-total            | 90          | 4           | 6           | 13              | 1               | 0               | 8                 | 0                 | 2                 | 1          | 0          | 0          | -                              | 29                             | 1                              | 2                              | -        | -        | -        | 35       | 1        | 5        | 176   | 7     | 15    |
| 2018-2019             | Ajax Amsterdam        | Eredivisie            | 34          | 5           | 5           | 5               | 1               | 0               | -                 | -                 | -                 | -          | -          | -          | C1                             | 18                             | 0                              | 0                              | -        | -        | -        | 10       | 0        | 1        | 67    | 6     | 6     |
| 2019-2020             | Ajax Amsterdam        | Eredivisie            | 20          | 0           | 1           | 2               | 0               | 0               | -                 | -                 | -                 | 1          | 1          | 0          | C1+C3                          | 9+2                            | 0+0                            | 0+0                            | -        | -        | -        | 5        | 0        | 1        | 39    | 1     | 2     |
| 2020-2021             | Ajax Amsterdam        | Eredivisie            | 23          | 1           | 1           | 3               | 0               | 0               | -                 | -                 | -                 | 1          | 1          | 0          | C1+C3                          | 5+3                            | 0+0                            | 0+0                            | -        | -        | -        | 11       | 0        | 0        | 46    | 2     | 1     |
| 2021-2022             | Ajax Amsterdam        | Eredivisie            | 33          | 1           | 2           | 2               | 0               | 0               | -                 | -                 | -                 | 1          | 0          | 0          | C1                             | 8                              | 1                              | 1                              | -        | -        | -        | 11       | 0        | 3        | 55    | 2     | 6     |
| 2022-2023             | Ajax Amsterdam        | Eredivisie            | 13          | 0           | 2           | -               | -               | -               | -                 | -                 | -                 | 1          | 0          | 0          | C1                             | 5                              | 0                              | 0                              | -        | -        | -        | 8        | 1        | 1        | 27    | 1     | 3     |
| Sous-total            | Sous-total            | Sous-total            | 123         | 7           | 11          | 12              | 0               | 0               | -                 | -                 | -                 | 4          | 2          | 0          | -                              | 50                             | 1                              | 1                              | -        | -        | -        | 45       | 1        | 6        | 234   | 11    | 18    |
| 2022-2023             | Bayern Munich         | Bundesliga            | 4           | 0           | 0           | 1               | 0               | 0               | -                 | -                 | -                 | -          | -          | -          | C1                             | -                              | -                              | -                              | -        | -        | -        | 2        | 0        | 1        | 7     | 0     | 1     |
| Sous-total            | Sous-total            | Sous-total            | 4           | 0           | 0           | 1               | 0               | 0               | -                 | -                 | -                 | 0          | 0          | 0          | -                              | 0                              | 0                              | 0                              | -        | -        | -        | 2        | 0        | 1        | 7     | 0     | 1     |
| 2023-2024             | Girona FC             | LaLiga                | 34          | 1           | 2           | 3               | 2               | 0               | -                 | -                 | -                 | -          | -          | -          | -                              | -                              | -                              | -                              | -        | -        | -        | 7        | 0        | 0        | 44    | 3     | 2     |
| 2024-2025             | Girona FC             | LaLiga                | 34          | 0           | 2           | 2               | 0               | 0               | -                 | -                 | -                 | -          | -          | -          | C1                             | 4                              | 0                              | 0                              | -        | -        | -        | 0        | 0        | 0        | 40    | 0     | 2     |
| Sous-total            | Sous-total            | Sous-total            | 68          | 1           | 4           | 5               | 2               | 0               | -                 | -                 | -                 | 0          | 0          | 0          | -                              | 4                              | 0                              | 0                              | -        | -        | -        | 7        | 0        | 0        | 84    | 3     | 4     |
| Total sur la carrière | Total sur la carrière | Total sur la carrière | 404         | 15          | 27          | 45              | 3               | 2               | 8                 | 0                 | 2                 | 8          | 2          | 0          | -                              | 107                            | 2                              | 3                              | 2        | 0        | 0        | 108      | 3        | 15       | 682   | 25    | 49    |

## Palmarès

### En club
- Vainqueur de la Ligue Europa en 2017 avec Manchester United
- Champion des Pays-Bas en 2011, 2012, 2013, 2014, 2019, 2021 et 2022 avec l'Ajax Amsterdam
- Vainqueur de la Coupe des Pays-Bas en 2019 et 2021
- Vainqueur de la Supercoupe des Pays-Bas en 2019
- Vainqueur de la Coupe d'Angleterre en 2016 avec Manchester United
- Vainqueur de la League Cup en 2017 (ne rentre pas en jeu) avec Manchester United
- Champion d'Allemagne en 2023 avec le Bayern Munich

### En équipe des Pays-Bas
- Participation à la Coupe du monde en 2014 et 2022